# جمهورية موغان السوفيتية
كانت جمهورية موجان السوفيتية دولة قصيرة العمر مؤيدة للبلاشفة، وقد كانت موجودة في جنوب شرق أذربيجان الحالية من مارس حتى يونيو 1919. تم تأسيس الدولة لمعارضة الحكومة الأذربيجانية الموسوية في باكو.